# ティブロン島

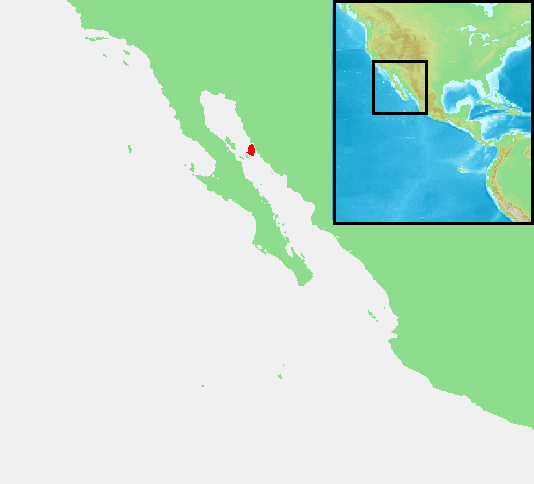
ティブロン島の位置

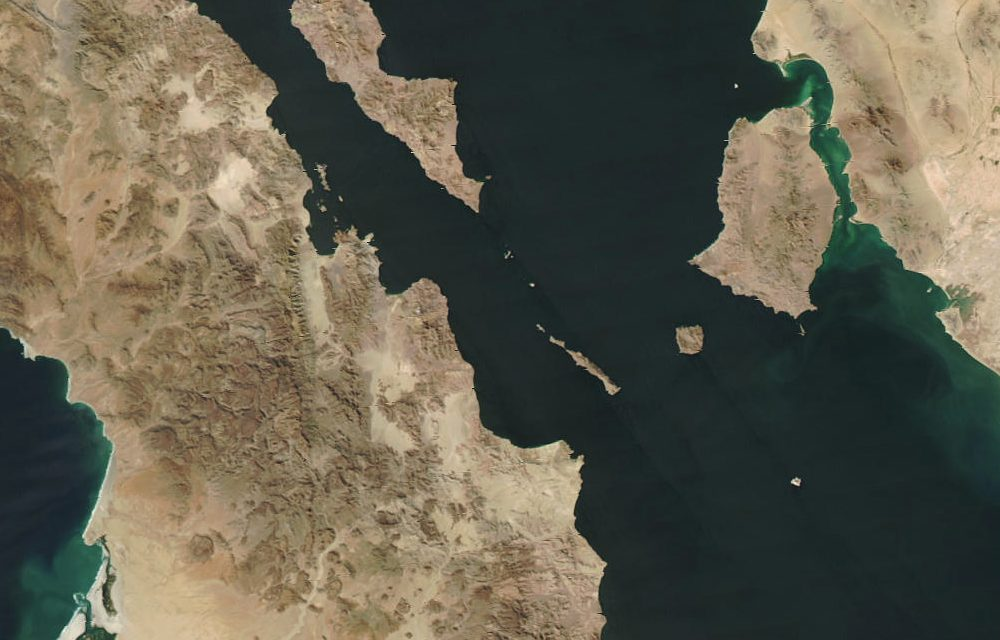
ティブロン島の衛星写真（右上）

ティブロン島（Tiburón Island）はメキシコ最大の島。カリフォルニア湾にある無人島である。Tiburónはスペイン語で「サメ」を意味する。
ティブロン島はメキシコのソノラ州に属し、州都エルモシージョとほぼ同じ緯度に位置している。1963年に自然保護区となった。
島東部の本土との間のインフィエルニージョ海峡には海草の藻場、ブラックマングローブ、ホワイトマングローブ、アメリカヒルギなどのマングローブ、三角江、小規模なサンゴ礁があり、トトアバ、タイマイ、アカウミガメ、オサガメ、ヒメウミガメ、クロウミガメ、コクガンなどが生息している。2009年にラムサール条約登録地となった。